# Suore del Verbo Incarnato e del Santissimo Sacramento (Corpus Christi)
Le Suore del Verbo Incarnato e del Santissimo Sacramento (in inglese Sisters of the Incarnate Word and Blessed Sacrament of Corpus Christi; sigla I.W.B.S.) sono un istituto religioso femminile di diritto pontificio.

## Storia
Le origini della congregazione si ricollegano a quelle dell'ordine fondato nel 1625 da Jeanne Chézard de Matel.
Nel 1853 quattro religiose del monastero di Lione emigrarono a Brownsville, in Texas, fondandovi una casa; un'altra casa autonoma fu fondata nel 1871 a Corpus Christi. Nel 1931 i due monasteri di Corpus Christi e Brownsville si unirono dando inizio a una congregazione di diritto pontificio.

## Attività e diffusione
Le suore sono dedite principalmente all'educazione della gioventù.
La sede generalizia è a Corpus Christi, in Texas.
Alla fine del 2015 l'istituto contava 46 religiose in 1 casa.